# FA Cup 1902-1903
La FA Cup 1902-1903 è stata la trentaduesima edizione della competizione calcistica più antica del mondo. È stata vinta dal Bury contro il Derby County.

## Calendario
| Turno                           | Data                     |
| ------------------------------- | ------------------------ |
| Turno Preliminare               | Sabato 20 settembre 1902 |
| Primo turno di qualificazione   | Sabato 4 ottobre 1902    |
| Secondo turno di qualificazione | Sabato 18 ottobre 1902   |
| Terzo turno di qualificazione   | Sabato 1º novembre 1902  |
| Quarto turno di qualificazione  | Sabato 15 novembre 1902  |
| Quinto turno di qualificazione  | Sabato 29 novembre 1902  |
| Turno intermedio                | Sabato 13 dicembre 1902  |
| Primo turno                     | Sabato 7 febbraio 1903   |
| Secondo turno                   | Sabato 21 febbraio 1903  |
| Terzo turno                     | Sabato 7 marzo 1903      |
| Semifinali                      | Saturday 21 marzo 1903   |
| Finale                          | Sabato 18 aprile 1903    |

## Turno Intermedio
Le 10 partite del Turno Intermedio vennero giocate il 13 dicembre 1902, tre di esse terminando in parità andarono ai replays, di cui una di queste necessitò di un secondo replay (tenuto al Villa Park).
| Nr. partita    | Squadra Locale    | Punteggio | Squadra Ospite         | Data             |
| -------------- | ----------------- | --------- | ---------------------- | ---------------- |
| 1              | Bristol City      | 3-1       | Middlesbrough          | 13 dicembre 1902 |
| 2              | Reading           | 1-0       | Burnley                | 13 dicembre 1902 |
| 3              | Lincoln City      | 2-0       | West Ham United        | 13 dicembre 1902 |
| 4              | Luton Town        | 3-0       | Kidderminster Harriers | 13 dicembre 1902 |
| 5              | Bishop Auckland   | 1-3       | Preston North End      | 13 dicembre 1902 |
| 6              | Barnsley          | 4-0       | Swindon Town           | 13 dicembre 1902 |
| 7              | Brentford         | 1-1       | Woolwich Arsenal       | 13 dicembre 1902 |
| Replay         | Woolwich Arsenal  | 5-0       | Brentford              | 17 dicembre 1902 |
| 8              | Bristol Rovers    | 2-2       | Millwall Athletic      | 13 dicembre 1902 |
| Replay         | Millwall Athletic | 0-0       | Bristol Rovers         | 18 dicembre 1902 |
| Secondo Replay | Millwall Athletic | 2-0       | Bristol Rovers         | 22 dicembre 1902 |
| 9              | Glossop           | 2-1       | New Brompton           | 13 dicembre 1902 |
| 10             | Burton United     | 1-1       | Manchester Utd         | 13 dicembre 1902 |
| Replay         | Manchester Utd    | 3-1       | Burton United          | 17 dicembre 1902 |

## Primo Turno
Il Primo turno consisteva in 16 partite tra 32 squadre. 17 appartenenti alla First Division, due dalla Second Division e tre squadre provenienti dalla Southern Football League che si scontrarono contro le 10 squadre provenienti dal Turno Intermedio. Le partite vennero giocate sabato 7 febbraio 1903, quattro di queste finite con un pareggio dovettero essere rigiocate nella settimana successiva, mentre la partita tra Notts County e Southampton necessitò di un secondo replay.
| Nr. partita    | Squadra Locale       | Punteggio | Squadra Ospite          | Data             |
| -------------- | -------------------- | --------- | ----------------------- | ---------------- |
| 1              | Bury                 | 1-0       | Wolverhampton Wanderers | 7 febbraio 1903  |
| 2              | Preston North End    | 3-1       | Manchester City         | 7 febbraio 1903  |
| 3              | Notts County         | 0-0       | Southampton             | 7 febbraio 1903  |
| Replay         | Southampton          | 2-2       | Notts County            | 11 febbraio 1903 |
| Secondo Replay | Notts County         | 2-1       | Southampton             | 16 febbraio 1903 |
| 4              | Nottingham Forest    | 0-0       | Reading                 | 7 febbraio 1903  |
| Replay         | Reading              | 3-6       | Nottingham Forest       | 12 febbraio 1903 |
| 5              | Blackburn            | 0-0       | Sheffield Wednesday     | 7 febbraio 1903  |
| Replay         | Sheffield Wednesday  | 0-1       | Blackburn Rovers        | 12 febbraio 1903 |
| 6              | Aston Villa          | 4-1       | Sunderland              | 7 febbraio 1903  |
| 7              | Bolton Wanderers     | 0-5       | Bristol City            | 7 febbraio 1903  |
| 8              | Grimsby Town         | 2-1       | Newcastle Utd           | 7 febbraio 1903  |
| 9              | Derby County         | 2-1       | Small Heath             | 7 febbraio 1903  |
| 10             | Everton              | 5-0       | Portsmouth              | 7 febbraio 1903  |
| 11             | Millwall Athletic    | 3-0       | Luton Town              | 7 febbraio 1903  |
| 12             | Woolwich Arsenal     | 1-3       | Sheffield United        | 7 febbraio 1903  |
| 13             | Tottenham            | 0-0       | West Bromwich Albion    | 7 febbraio 1903  |
| Replay         | West Bromwich Albion | 0-2       | Tottenham               | 11 febbraio 1903 |
| 14             | Barnsley             | 2-0       | Lincoln City            | 7 febbraio 1903  |
| 15             | Glossop              | 2-3       | Stoke City              | 7 febbraio 1903  |
| 16             | Manchester Utd       | 2-1       | Liverpool               | 7 febbraio 1903  |

## Secondo Turno
Le 8 partite del Secondo turno vennero giocate il sabato 21 febbraio 1903. Ci fu una sola partita che necessitò di un Replay (Nottingham Forest e Stoke City giocate la settimana successiva.
| Nr. partita | Squadra Locale    | Punteggio | Squadra Ospite    | Data             |
| ----------- | ----------------- | --------- | ----------------- | ---------------- |
| 1           | Nottingham Forest | 0-0       | Stoke City        | 21 febbraio 1903 |
| Replay      | Stoke City        | 2-0       | Nottingham Forest | 26 febbraio 1903 |
| 2           | Aston Villa       | 4-1       | Barnsley          | 21 febbraio 1903 |
| 3           | Grimsby Town      | 0-2       | Notts County      | 21 febbraio 1903 |
| 4           | Derby County      | 2-0       | Blackburn Rovers  | 21 febbraio 1903 |
| 5           | Everton           | 3-1       | Manchester Utd    | 21 febbraio 1903 |
| 6           | Sheffield United  | 0-1       | Bury              | 21 febbraio 1903 |
| 7           | Millwall Athletic | 4-1       | Preston North End | 21 febbraio 1903 |
| 8           | Tottenham         | 1-0       | Bristol City      | 21 febbraio 1903 |

## Terzo Turno
I quarti di finale vennero giocate sabato 7 marzo 1903, non fu necessario effettuare dei replay.
| Nr. partita | Squadra Locale    | Punteggio | Squadra Ospite | Date         |
| ----------- | ----------------- | --------- | -------------- | ------------ |
| 1           | Bury              | 1-0       | Notts County   | 7 marzo 1903 |
| 2           | Derby County      | 3-0       | Stoke City     | 7 marzo 1903 |
| 3           | Millwall Athletic | 1-0       | Everton        | 7 marzo 1903 |
| 4           | Tottenham         | 2-3       | Aston Villa    | 7 marzo 1903 |

## Semifinali
Le semifinali vennero giocate in campo neutro sabato 21 marzo 1903, il Bury ed il Derby County passarono il turno e riuscirono ad andare a giocarsi la finale nel centro sportivo di Crystal Palace a Londra.
| Liverpool 21 marzo 1903, ore 15:00 | Bury | 3 – 0 | Aston Villa | Goodison Park |

| Birmingham 21 marzo 1903, ore 15:00 | Derby County | 3 – 0 | Millwall Athletic | Villa Park |

## Finale
| Arbitro: | J. Adams |

|                                                       |           |  |
| Ross 20’ Sagar 48’ Leeming 56’ 76’ Wood 57’ Plant 59’ | Marcatori |  |

| Bury | Derby County |